# August Sartorius von Waltershausen

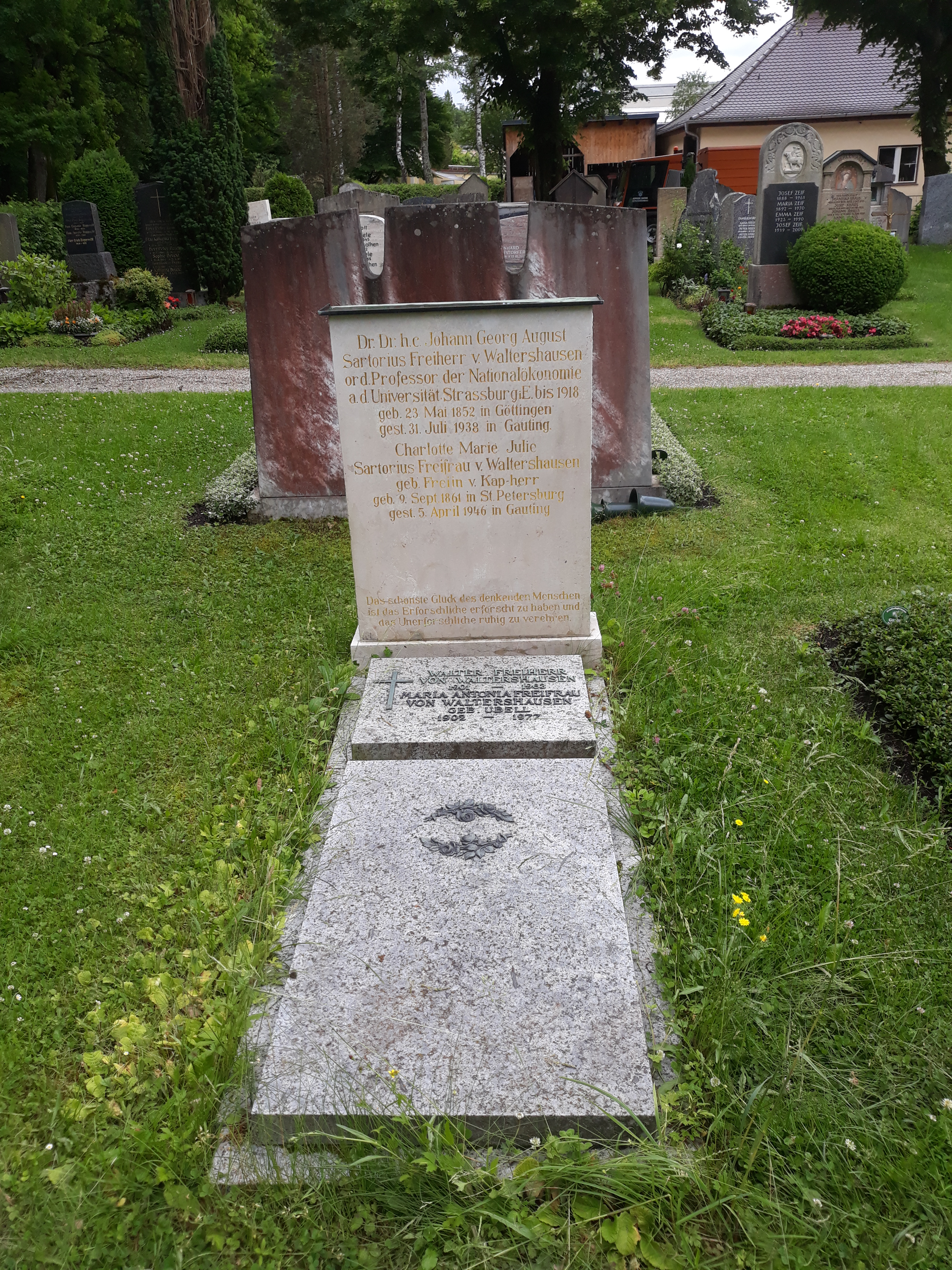
Das Grab von August Sartorius von Waltershausen und seiner Ehefrau Charlotte geborene von Kap-herr auf dem Waldfriedhof Gauting

August Freiherr Sartorius von Waltershausen (* 23. Mai 1852 in Göttingen; † 31. Juli 1938 in Gauting) war ein deutscher Nationalökonom.

## Leben und Werk
August Sartorius wuchs in Göttingen in einem akademischen Umfeld auf. Sein Großvater Georg Friedrich Sartorius von Waltershausen (1765–1828) hatte erstmals das Werk Wealth of Nations von Adam Smith übersetzt. 
August Sartorius studierte in Göttingen von 1880 bis 1885 Jura und Ökonomie. In diese Zeit fallen auch seine zahlreichen Reisen nach Südfrankreich, Tangier und die Kanarischen Inseln. Von 1871 bis 1879 unternahm er eine Forschungsreise durch die USA. Im Jahr 1881 heiratete er Lotty von Kapp-Herr.
1885 erhielt er einen Ruf als ordentlicher Professor an die Staatswissenschaftliche Fakultät der Universität Zürich, wo er bis 1888 blieb. Während dieser Zeit unterrichtete er die Fächer Volkswirtschaftslehre, Steuerlehre und Finanzwissenschaften. Ein Grund für seine kurze Aufenthaltsdauer in Zürich dürfte in der Integrationsproblematik deutscher Professoren gelegen haben. Etwas enttäuscht verließ er Zürich, um 1888 eine Stelle als ordentlicher Professor an der Universität Straßburg anzunehmen. In der Zeit von 1913 bis 1914 war er Rektor der Universität Straßburg. Nach dem Ersten Weltkrieg musste er Straßburg verlassen und wieder nach Deutschland zurückkehren. Er starb 1938 in Deutschland.
Viele seiner Werke befassen sich mit der Weltwirtschaft und mit den Vereinigten Staaten von Amerika. Sein Interesse an den USA lässt sich auch seinen Tagebüchern von 1880 bis 1881 entnehmen.

## Werke (Auswahl)
- Die Arbeits-Verfassung der englischen Kolonien in Nordamerika, Strassburg 1894 ZBZOnline
- Die Weltwirtschaft und die staatlich geordneten Verkehrswirtschaften, Leipzig 1926 ZBZOnline
- Die Umgestaltung der zwischenstaatlichen Wirtschaft : ein geschichtlicher Rückblick, 1914–1932, Jena 1935 ZBZOnline
- Die Zukunft des Deutschtums in den Vereinigten Staaten von Amerika : Vortrag, gehalten in der Section Göttingen des deutschen Colonialvereins am 1. Dec. 1884, Berlin 1885  ZBZOnline
- Deutsche Wirtschaftsgeschichte 1815–1914, Jena 1923 ZBZOnline
- Zeittafel zur Wirtschafts-Geschichte, Halberstadt 1927 BZOnline
- Die Entstehung der Weltwirtschaft : Geschichte des zwischenstaatlichen Wirtschaftslebens vom letzten Viertel des achtzehnten Jahrhunderts bis 1914, Jena 1931 ZBZOnline
- Der moderne Socialismus in den Vereinigten Staaten von Amerika, Berlin 1890 ZBZOnline
- Deutschland und die Handelspolitik der Vereinigten Staaten von Amerika, Berlin 1898 ZBZOnline
- Die Germanisierung der Rätoromanen in der Schweiz : volkswirtschaftliche und nationalpolitische Studien, Stuttgart 1900 ZBZOnline
- Le réforme des impôts directs en Alsace-Lorraine, Paris 1904 ZBZOnline
- Die nordamerikanischen Gewerkschaften unter dem Einfluss der fortschreitenden Productionstechnik, Berlin 1886 ZBZOnline